# WM P83
Der WM P83 war ein Sportwagen-Prototyp, der von 1983 bis 1986 von Welter Racing beim 24-Stunden-Rennen von Le Mans eingesetzt wurde.

## Entwicklungsgeschichte und Technik
Der WM P83 wurde 1983 von Welter entwickelt, um im selben Jahr mit dem Prototyp am 24-Stunden-Rennen von Le Mans teilnehmen zu können. Das Chassis basierte bereits auf der Monocoque-Bauweise und die Karosserie wurde weit über die Hinterräder herunter gezogen, ein typisches Merkmal der Welter-Rennwagen. Gérard Welter, der als Aerodynamiker und Fahrzeugdesigner bei Peugeot arbeitete, konnte auf Windkanaltests zurückgreifen. Ein mächtiger Heckflügel sorgte für den notwendigen Anpressdruck auf der Hinterachse. Angetrieben wurde der P83 von einem 2,8-Liter-6-Zylinder-Peugeot-Turbomotor, der knapp 420 PS leistete.

## Renngeschichte
In Le Mans wurden 1983 zwei Wagen eingesetzt, die im Training die Ränge 17 und 18 erreichten. Im Wagen mit der Startnummer 9 saß unter anderem der Belgier Didier Theys und im Wagen mit der Nummer 10 neben Pascal Fabre – der 1987 für AGS in der Formel 1 fuhr – der Welter-Stammfahrer Roger Dorchy. Für das Theys-Auto kam das Rennende nach 102 gefahrenen Runden. Der Peugeot-Motor war so heiß gelaufen, dass er sich nach einem Boxenstopp nicht mehr starten ließ. Auch beim zweiten Wagen hatte das Team mit einem überhitzten Motor zu kämpfen, die Mannschaft erreichte nach einigen unplanmäßigen Boxenstopps aber den 16. Gesamtrang.
1984 wurden die Fahrzeuge überarbeitet und bis 1986 als WM P83B in Le Mans eingesetzt. Der Hinterwagen wurde breiter, wobei die Abdeckungen der Hinterräder beibehalten wurden. Beim 24-Stunden-Rennen 1984 ging Roger Dorchy vom achten Startplatz überraschend in Führung. Es war das erste Mal, dass ein Welter-Rennwagen in Le Mans die Spitze innehatte. Allerdings dauerte es nur eine Runde bis Dorchy wieder vom ersten Platz verdrängt wurde. 1984 fielen beide Fahrzeuge aus. 1985 wurde der Wagen mit der Nummer 42 – in dem auch der frühere Le-Mans-Sieger Jean Rondeau am Steuer saß – 17. in der Gesamtwertung, während der zweite Wagen disqualifiziert wurde und das dritte Fahrzeug einen Unfall hatte.
1986 war das letzte Le-Mans-Jahr für den P83. Parallel wurde bereits der P86 eingesetzt und der P83 daher nicht mehr weiterentwickelt, was sich auch im enttäuschenden 34. Startplatz niederschlug. Das Trio Roger Dorchy/Claude Haldi/Pascal Pessiot erreichte am Ende des Rennens den zwölften Gesamtrang.